# Eschflur

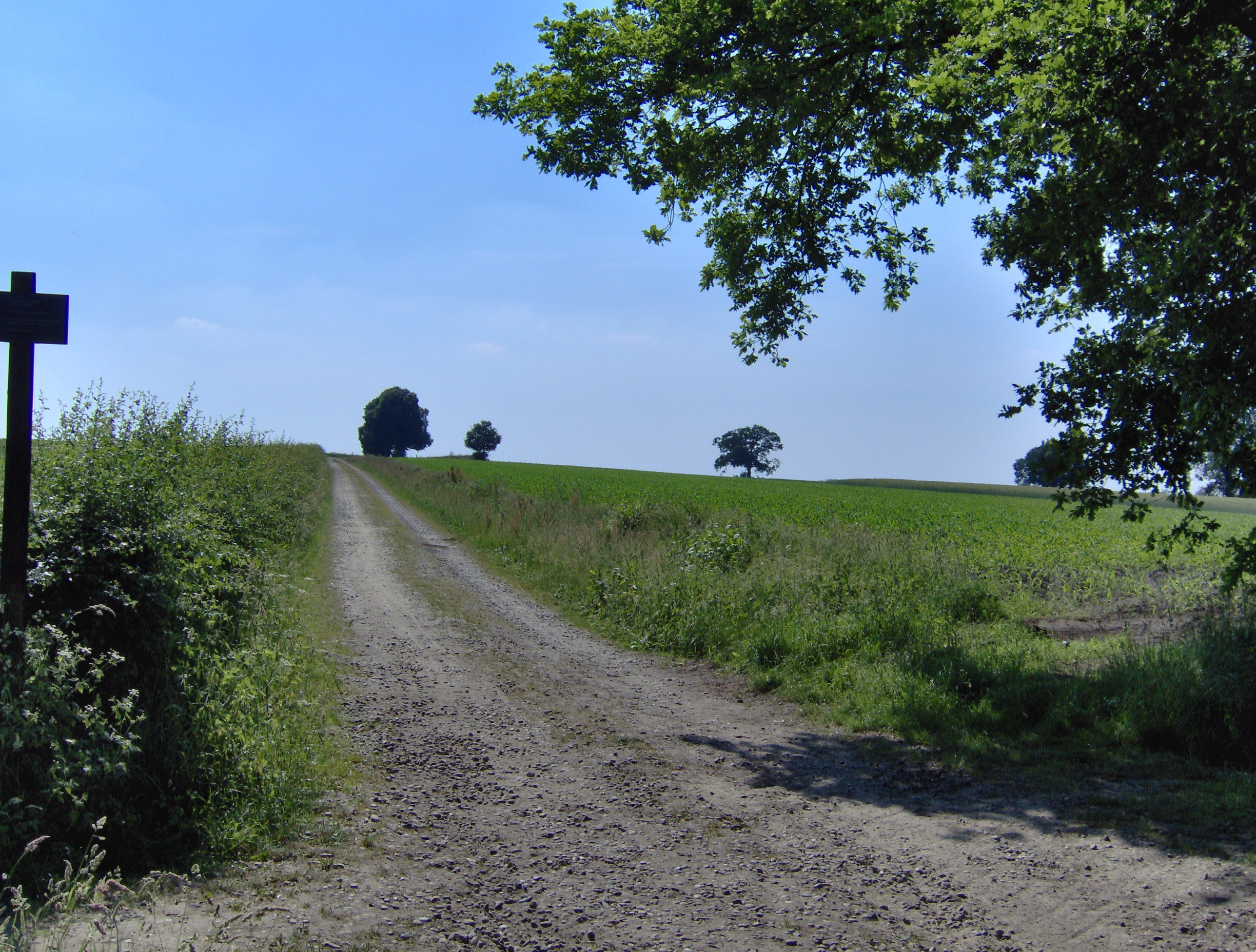
Der Deldener Esch in der Nähe von Delden in den Niederlanden

Eine Eschflur ist eine historische Flurform der Dreifelderwirtschaft. Eine Esch (auch Ösch, von ahd. ezzisc ‚Saatfeld‘) war in historischen Zeiten ein Saatfeld, Ackerland. Im modernen Sprachgebrauch Nordwestdeutschlands handelt es sich bei Eschen um die hofnahen, höhergelegenen Ackerflächen. In anderen Gebieten wie der Deutschschweiz ist der Begriff außer Gebrauch gekommen und nur noch historisch bezeugt.
Im Niederdeutschen Nordwestdeutschlands und der östlichen Niederlande ist Esch (niederländisch es, mehr westlich eng oder enk, semasiologisch verwandt mit dem Begriff des Anger) auch jetzt noch die Bezeichnung für einen alten, häufig in Langstreifen untergliederten Gemengeflurteil mit meist lockerer Gruppensiedlung, dem Drubbel. Die Esche wurden meistens mit Heide-Plaggen gedüngt, sodass ein Plaggeneschboden entstand.
Nordwestdeutsche Gemarkungen mit Eschfluren weisen in der Regel agrarökologische Sonderstandorte auf, die einen flächendeckenden Ackerbau nicht ermöglichten. Lediglich die Esch selbst war für Getreideanbau geeignet; der übrige Teil der Gemarkung war in der Regel grundwasserfeucht und konnte daher nur extensiv genutzt werden. Typisch für Eschfluren war bis weit ins 19. Jahrhundert Einfeldwirtschaft mit Plaggendüngung, wodurch Nährstoffe aus Wald oder Heide der Landwirtschaft überführt wurden. Grenzertragsflächen wurden als Weideland genutzt. Die Ackerflächen waren in der Regel mit Hecken umgeben, um die wertvollen Flächen vor Verbiss und Vertritt durch das Vieh zu schützen. 
Das Deutsche Rechtswörterbuch definiert Esch als „das gesamte Saatfeld der Dorfmarkung, wie auch das einzelne Gewann“. Als ezsche findet sich dieser Begriff schon 1249 in einer westfälischen Urkunde verwendet. Im Schweizerischen Idiotikon, dem Wörterbuch der alemannischen Schweiz, lautet die Definition „das gemäss der alten Dreifelderwirtschaft aus der Sommer- und Winterzelge bestehende, auch Wiesen umschliessende, eingezäunte, gewöhnlich vom Weidrecht ausgeschlossene Saatfeld einer Dorfgemeinde, Zelge, Flur, meist im Gegensatz Brache und Ägerte“. Auch hier werden Wort und Sache schon aus dem 14. Jahrhundert belegt.